# Valle de Martil

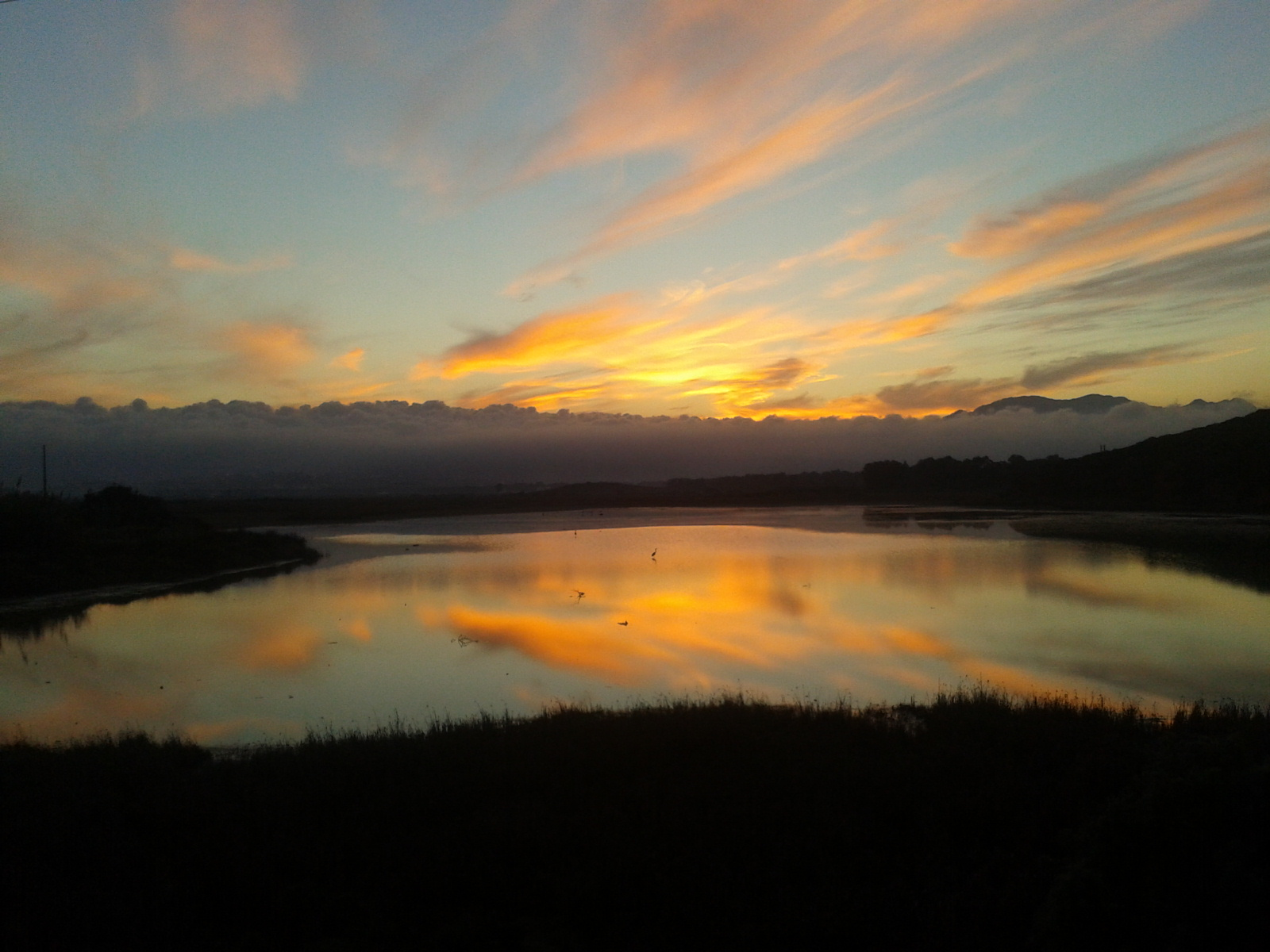
Río en Martil, Marruecos

El valle de Martil (también escrito valle del río Martil y en árabe: وادي مرتيل) está situado al noreste de Tetuán, en Marruecos. Tiene una longitud de aproximadamente 10-15 km.
El nombre Martil viene del río que atraviesa el valle, conocido como río Martín durante el período del protectorado español sobre el norte de Marruecos, en la primera mitad del siglo XX (nombre que evolucionó a Martil en la actualidad). El río desemboca en el mar Mediterráneo, en la ciudad balnearia de Martil.